# Littleville
Littleville è un comune degli Stati Uniti d'America situato nella contea di Colbert dello Stato dell'Alabama.